# 마이클 스미스 (화학자)
마이클 스미스(영어: Michael Smith, CC OBC FRS, 1932년 4월 26일 ~ 2000년 10월 4일)는 영국 출신의 캐나다 화학자이다. 1993년에 중합효소 연쇄 반응법을 개발한 공로로 캐리 멀리스와 함께 노벨 화학상을 수상했다.

## 수상 경력
- 1992년 : 플래벨 메달
- 1993년 : 노벨 화학상